# Seyyid Abdullah Pascià
Seyyid Abdullah Pascià conosciuto anche come Boynueğri Seyyid Abdullah Pascià (letteralmente collo storto Seyyid Abdullah Pascià) (... – Aleppo, Marzo 1761) è stato un politico ottomano.Fu in carica come gran visir dal 1747 al 1750, fu inoltre beilerbei (governatore) di diversi Eyalet: Cipro (1745–1746 e nuovamente nel 1746–1747), Rakka (1746), Konya (1750), Bosnia (1750–51), Egitto (1751–1752), Diyarbekir (1752–1760) e Aleppo (1760).
Abdullah Pascià è nato a Kirkuk, ed era il figlio di Seyyid Hasan Pascià, che era stato anch'egli Gran Visir prima di lui. Frequentò la Scuola dell'Enderûn (Enderun-i Hümayun Mektebi) da giovane e divenne visir nel dicembre 1745. Morì quando era in carico come governatore di Aleppo, nel marzo del 1760.